# Паич, Деян
Деян Паич (серб. Дејан Пајић / Dejan Pajić; 15 августа 1989, Шабац) — сербский гребец-байдарочник, выступает за сборную Сербии начиная с 2009 года. Участник летних Олимпийских игр в Рио-де-Жанейро, бронзовый призёр чемпионата мира, серебряный и бронзовый призёр чемпионатов Европы, обладатель бронзовой медали Средиземноморских игр в Пескаре, многократный победитель и призёр регат национального значения.

## Биография
Деян Паич родился 15 августа 1989 года в городе Шабац Мачванского округа, Югославия.
Первого серьёзного успеха на взрослом международном уровне добился в сезоне 2009 года, когда попал в основной состав сербской национальной сборной и побывал на Средиземноморских играх в итальянской Пескаре, откуда привёз награду бронзового достоинства, выигранную вместе с напарником Душко Станоевичем в зачёте двухместных байдарок на дистанции 1000 метров. Год спустя выступил на чемпионате мира в польской Познани, где в паре с тем же Станоевичем стал бронзовым призёром в двойках на пятистах метрах, уступив на финише только экипажам из Белоруссии и Португалии.
В 2012 году Паич выиграл две серебряные медали на молодёжном чемпионате Европы в португальском городе Монтемор-у-Велью — в зачёте двухместных байдарок на дистанциях 500 и 1000 метров. При этом на взрослом европейском первенстве в хорватском Загребе он взял серебро в полукилометровой гонке байдарок-двоек. В 2015 году на чемпионате Европы в чешском Рачице завоевал бронзовую медаль в одиночках на пятистах метрах — на финише его опередили только датчанин Рене Хольтен Поульсен и немец Том Либшер.
Благодаря череде удачных выступлений Деян Паич удостоился права защищать честь страны на летних Олимпийских играх 2016 года в Рио-де-Жанейро. Стартовал в программе четырёхместных экипажей на дистанции 1000 метров совместно с такими гребцами как Марко Томичевич, Миленко Зорич и Владимир Торубаров — они с шестого места квалифицировались на предварительном этапе, затем в полуфинальной стадии финишировали третьими и пробились тем самым в главный финал «А». В решающем финальном заезде показали, тем не менее, последнее восьмое время, отстав от победившего экипажа из Германии более чем на восемь секунд. Кроме того, Паич участвовал на Играх в одиночной километровой дисциплине — с четвёртого места попал в полуфинал, финишировал там восьмым, после чего в утешительном финале «Б» показал на финише седьмой результат.